# Herman Zeinstra

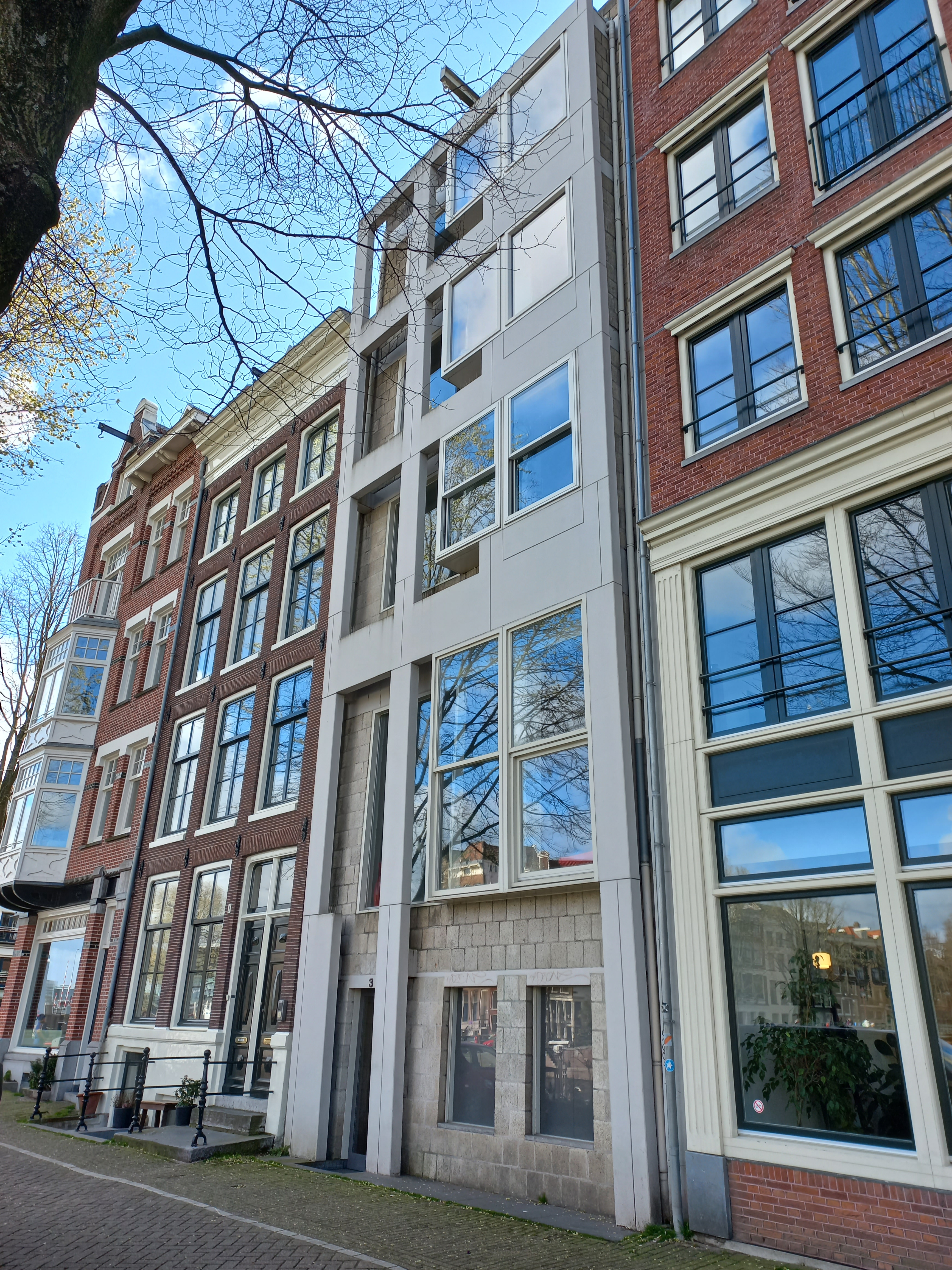
Woonhuis en kantoor van Zeinstra op Oudeschans 3 (foto 2023)

Herman Ludgerus Zeinstra (Harlingen, 12 november 1937 – Amsterdam, 29 september 2024) was een Nederlands architect.

## Biografie
Zeinstra werd geboren als zoon van Elizabeth Maria Josephine de Ruiter (dochter van een scheepstimmerman) en timmerman Arnoldus Bernardus Zeinstra.
Hij kreeg zijn basisopleiding van zijn vader, timmerman te Harlingen, daarna leerde hij verder aan de Ambachtsschool. Hij bestudeerde niet alleen het timmervak, maar toonde ook interesse voor beeldende kunst. Een studie bouwkunde aan de Hogere technische school (hts) in Haarlem bracht hem naar de architectuur.
Na de studie volgde een (studie)reis door Europa. 
Zijn eerste werk is echter te vinden buiten Europa. Viavia kon hij meehelpen in ontwerpen voor een bouwproject in Tel Aviv (1965), waar hij een eigen kantoor opzette. Tevens breidde hij zijn werkzaamheden uit met beeldende kunst, dat wel op tentoonstellingen te zien was. Eenmaal terug in Nederland (1973) begon hij zijn eigen architectenbureau en legde in 1979 zijn examen af bij de Bond van Nederlandse Architecten. In 1988 leerde hij Liesbeth van der Pol kennen met wie hij in 1995 Atelier Zeinstra van der Pol startte, in 2007 overgaand in Dok Architecten. Zeinstra was vooral bekend via de stadsvernieuwing, soms in en rondom Amsterdam. Hij is een van de weinige architecten wiens schepping (zijn kantoor Oudeschans 3) tijdens zijn leven al tot gemeentelijk monument werd verklaard.
Enkele projecten:
- Oudeschans 3, Amsterdam-Centrum postzegelarchitectuur (architectuur op klein oppervlak met talloze voorschriften en welstandscommissies), waar hij zelf ging wonen en werken
- een telefooncentrale op Haveneiland in de nog vol te bouwen wijk IJburg, Amsterdam-Oost (2001); er stond nog geen woning
- Borneodriehoek, met onder andere bebouwing aan het Timorplein, stadsvernieuwing Indische Buurt, Amsterdam
- het onvoltooide Scheringa Museum voor Realisme in Opmeer (2004-2009), DSB Beheer ging tijdens de bouw failliet; in de jaren twintig afgebouwd tot appartementencomplex onder leiding van Dok Architecten.
- Crematorium Haarlem, Begraafplaats Akendam (2002)
- Crematorium De Nieuwe Noorder, Amsterdam-Noord (2012)

Die twee laatste gebouwen gaven een impuls voor hernieuwd architectonisch inzicht voor de bouw van crematoria.
Naast ontwerpen gaf Zeinstra les in bouwkunst (aldus Dok Architecten), meest gastcolleges en aan Academie van Bouwkunst in Amsterdam. 
In 2015 ging Zeinstra met pensioen, en overleed in 2024 op 86-jarige leeftijd. Hij werd gecremeerd in het door hem ontworpen crematorium in Haarlem.

## Prijzen en onderscheidingen
Zeinstra ontving diverse onderscheiding op architectuurgebied:
- 2002: Dino-bokaal voor oudere nog werkzame architecten
- 2005: Amsterdamse Zuiderkerkprijs
- 2009: Oeuvreprijzen Fonds BKVB vanwege zijn blijvende ontwikkeling en vernieuwing
- monumentverklaring eigen kantoor

- Catàleg d'autoritats de noms i títols de Catalunya: 981058509362306706
- Gemeinsame Normdatei: 1094728071
- Library of Congress Control Number: no2005112000
- Nationale Bibliotheek van Israël: 987007513578605171
- Nederlandse Thesaurus van Auteursnamen: 400535203
- RKD-Nederlands Instituut voor Kunstgeschiedenis: 86277
- Système universitaire de documentation: 194159663
- Union List of Artist Names: 500102549
- Virtual International Authority File: 96442570
- WorldCat: E39PCjCcfkD9y6JRwXxWchQvMd